# 차후르인
차후르인 또는 사후르인(레즈기어: ЦIахурар, 아제르바이잔어: Saxurlar, 러시아어: Цахуры)은 아제르바이잔 북부와 러시아 다게스탄 공화국 남부에 거주하는 루툴인의 하위 민족 집단이다. 차후르인은 약 30,000명이 존재하는 것으로 추정되며, 스스로를 이키(yiqy)라고 부르지만, 다게스탄의 농촌 마을인 차후르에서 유래한 이름으로 알려져 있다.

## 역사
차후르인에 대한 최초의 언급은 7세기 아르메니아와 조지아 자료에서 차하이크(Tsakhaik)라는 이름으로 등장한다. 아랍인이 캅카스 알바니아를 정복한 후, 차후르인들은 다게스탄 남서부에서 준독립 국가인 차후르 술탄국을 건국했다. 11세기경에는 대부분 기독교인이었던 차후르인들이 이슬람교로 개종했다. 15세기부터 차후르인 중 일부는 캅카스산맥을 넘어 현재 아제르바이잔의 자가탈라구에 해당하는 남쪽으로 이동하기 시작했다. 18세기에는 차후르 술탄국의 수도가 다게스탄의 차후르에서 아제르바이잔의 일리수로 이동하여 일리수 술탄국이라고 불리게 되었다. 일리수 술탄국의 서쪽에서는 남은 차후르인들이 자르-발라칸이라고 불리는 공동체를 형성했다. 일리수 술탄국은 섀키 칸국의 영향권에 있었다. 19세기 초에는 러시아 제국에 정복되었다.

## 거주 지역
차후르인들은 아제르바이잔의 자가탈라구에 거주하며, 자카탈라구 인구의 14%를 차지하고 있다. 한편 차후르인들은 자가탈라구와 인접한 가흐구에서도 거주하는데, 가흐구 인구의 2% 미만을 구성하고 있다. 러시아에서는 대부분이 다게스탄 공화국 루툴스키군의 산악 지역에 거주한다. 볼프강 슐체에 따르면, 아제르바이잔에는 차후르인이 인구의 대다수를 차지하는 9개의 마을이 있으며, 이 마을들은 모두 자가탈라에 위치해 있다. 자가탈라와 가흐에 위치한 13개 마을에는 상당수의 차후르인이 거주한다.

## 문화
차후르인들의 주요 전통 직업은 양치기이며, 양 사육은 차후르인 경제의 핵심이다. 한편 차후르인들은 석공, 재단사, 목수, 수공예품 제작자로서도 알려져 있다.

## 언어
대부분의 차후르인들은 차후르어를 모국어로 사용한다. 아제르바이잔에 거주하는 차후르인들의 차후르어-아제르바이잔어 2개 국어 구사율은 높은 편이다. 차후르인들 사이에서 인기 있는 다른 언어로는 러시아어와 레즈긴어가 있다.